# Estadio de Pital
El Estadio de Pital es un estadio de fútbol ubicado en el distrito de Pital, en San Carlos, Costa Rica. Es la actual sede del Inter de San Carlos de la Segunda División de Costa Rica. El estadio cuenta con una capacidad para 3000 espectadores.
Ha sido el escenario de partidos de la Primera División de Costa Rica y el torneo de Copa de Costa Rica.

## Renovación en 2023
En el año 2023, el desaparecido equipo de NATIVET, (conocido ahora como Inter San Carlos), realiza las mejoras a este recinto para ser utilizado para partidos tanto de LINAFA, como juegos oficiales de la Segunda División de Costa Rica, esto a partir del que equipo de San Carlos F.C. adquiere los derechos para jugar en esta liga.